# ويليام الثاني ملك صقلية

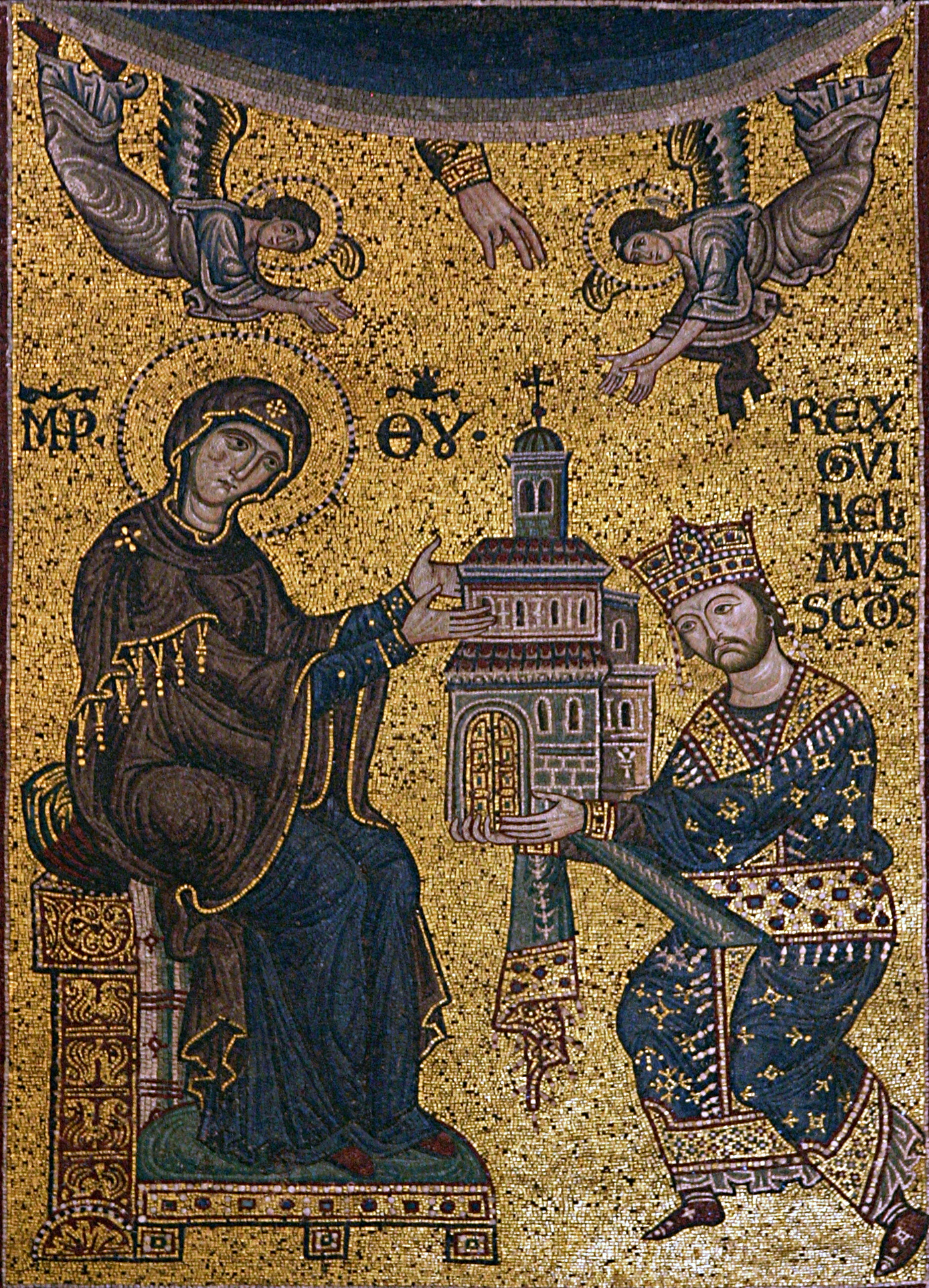
وليم الثاني

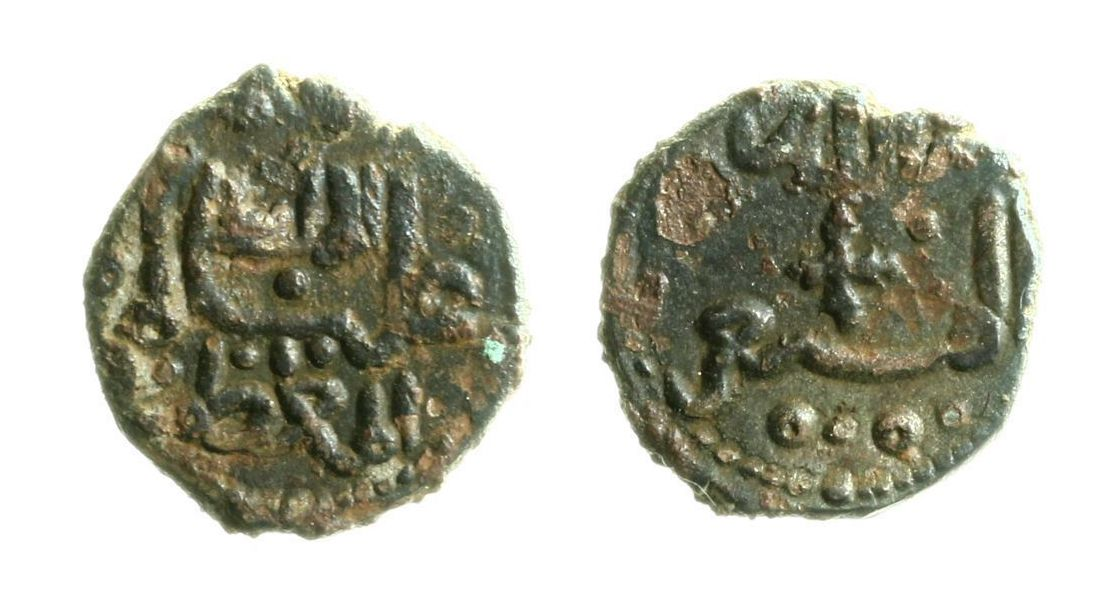
عملة "خَرُّوبَة" ضُرِبَت في عهد غليالم الثاني (1166-1189)، كُتِب عليها "الملك غليالم المعظم"

وليم الثاني أو غُلْيَالِم الثَّانِي (إذ كُتب على عملته «الخروبة»: غليالم المعظم) (بالإيطالية: Guglielmo II) ‏(1155 - 11 نوفمبر 1189) ملك صقلية عرف باسم «ويليام الطيب» حكم صقلية بعد وفاة والده «ويليام الأول» حينها لم يتجاوز عمره الحادية عشر سنة لذا وضع تحت وصاية والدته «مارغريت النفارية».